# Río Taucú
El río Taucú es un curso natural de agua en la Región del Ñuble que nace en las estribaciones occidentales de la cordillera de la Costa y desemboca en el Océano Pacífico. En su desembocadura existe un humedal con importante presencia de avifauna.
A veces es llamado Talicú.: 91 

## Trayecto
Luis Risopatrón lo describe como riachuelo que riega medianas heredades, fluye hacia el W y desagua en el mar no lejos de Cobquecura.: 871 
En el mapa del fichero de la izquierda aparecen como afluentes los esteros Talcamávida y el estero Careo. La longitud del río Taucú alcanza a los 55 km y su área de drenaje es de 261 km².: 46 

## Caudal y régimen
No existe en la cuenca una estación fluviométrica. Pero se han hecho estimaciones del caudal máximo en períodos de 2, 10 y 50 años a partir de datos obtenidos en cuencas cercanas:
| 2 años     | 10 años    | 50 años    |
| 120,0 m³/s | 210,5 m³/s | 290,5 m³/s |

Estas estimaciones, repetimos, no son el caudal promedio sino el máximo esperable en un lapso de varios años.
Durante los inviernos, son recurrentes las crecidas del río, y suelen anegarse las vegas aledañas a la ribera.

## Historia
Francisco Solano Asta-Buruaga y Cienfuegos escribió en 1899 en su obra póstuma Diccionario Geográfico de la República de Chile sobre la población:
Taucú.-—Riachuelo del departamento de Itata que nace en la vertiente occidental de la montaña alta inmediata á la costa del Pacífico, y corre al O. por unos pocos kilómetros á desaguar á corta distancia al S. de la villa de Couquecura y del fundo de Neñinto, y al N. del riachuelo de Nogueche. Es de escaso caudal y á sus márgenes hay unas medianas heredades que llevan su nombre. Este se tiene por inmutación ó contracción de thaun, juntarse, y de cura, piedra (acumulación de piedras).

## Población, economía y ecología
El plan nacional de protección de humedales considera el humedal de Taucú entre los 40 prioritarios del país.: 29  En abril de 2024, el humedal de la desembocadura del río Taucú fue reconocida oficialmente por el Ministerio del Medio Ambiente como humedal urbano. Se ha identificado una importante avifauna en el humedal, incluyendo especies como garza cuca, chorlo negro, garza chica, garza boyera, garza blanca, sietecolores, comesebo, tagua, cuervo de pantano, tagüita, chercán, run run, pidén, zarapito y churrete.
El río recarga los acuíferos del valle, donde se desarrolla agricultura de cultivos tales como papa, legumbres, trigo y avena. Muchos de los agricultores también son recolectores de orilla, realizando la actividad en mar contiguo al humedal. También se desarrolla ganadería a pequeña escala en los márgenes del río, utilizándose sus terrazas para el pastoreo principalmente de vacunos.
El río bordea el poblado de Taucú.: 42 